# Циркус бува
„Циркус бува“ је југословенски филм из 1975. године. Режирао га је Јован Коњовић, а сценарио је писао Никола Петровић.

## Улоге
| Глумац            | Улога |
| ----------------- | ----- |
| Дара Чаленић      |       |
| Гула Милосављевић |       |
| Никола Симић      |       |
| Рената Улмански   |       |